# Magomed Aripgadjiev
Magomed Aripgadjiev (in azero Магамед Арыпгаджыеў; Kaspijsk, 23 settembre 1977) è un ex pugile azero naturalizzato bielorusso.

## Palmarès

### Olimpiadi
- 1 medaglia:
  - 1 argento (Atene 2004 nei pesi medio-massimi)

### Mondiali dilettanti
- 1 medaglia:
  - 1 argento (Bangkok 2003 nei pesi medio-massimi)